# Miss Universo Argentina 2018
Miss Universo Argentina 2018 fue la 13.ª edición de Miss Universo Argentina correspondiente al año 2018; se llevó a cabo en Buenos Aires en el Teatro Broadway, Argentina. 24 candidatas de todas las provincias y de la Ciudad Autónoma compitieron por la corona y su participación en Miss Universo 2018. Al final del evento, Stefania Incandela, Miss Universo Argentina 2017, coronó a Agustina Pivowarchuk como Miss Universo Argentina 2018.